# Zápas na Letních olympijských hrách 1908
Zápas na Letních olympijských hrách 1908 byl zařazen na program v pěti váhových kategoriích ve volném stylu a čtyřech v řecko-římském stylu. O medaile se utkalo celkem 115 zápasníků.

## Medailisté

### Volný styl
| Kategorie      | Zlato                                         | Stříbro                                    | Bronz                                 |
| -------------- | --------------------------------------------- | ------------------------------------------ | ------------------------------------- |
| Bantamová váha | George Mehnert · Spojené státy americké (USA) | William J. Press · Velká Británie (GBR)    | Aubert Coté · Kanada (CAN)            |
| Pérová váha    | George Dole · Spojené státy americké (USA)    | James Slim · Velká Británie (GBR)          | William McKie · Velká Británie (GBR)  |
| Lehká váha     | George de Relwyskow · Velká Británie (GBR)    | William Wood · Velká Británie (GBR)        | Albert Gingell · Velká Británie (GBR) |
| Střední váha   | Stanley Bacon · Velká Británie (GBR)          | George de Relwyskow · Velká Británie (GBR) | Frederick Beck · Velká Británie (GBR) |
| Těžká váha     | Con O'Kelly · Velká Británie (GBR)            | Jacob Gundersen · Norsko (NOR)             | Edward Barrett · Velká Británie (GBR) |

### Řecko-římský zápas
| Kategorie        | Zlato                               | Stříbro                           | Bronz                               |
| ---------------- | ----------------------------------- | --------------------------------- | ----------------------------------- |
| Lehká váha       | Enrico Porro · Itálie (ITA)         | Nikolaj Orlov · Země (RU1)        | Arvo Lindén · Finsko (FIN)          |
| Střední váha     | Frithiof Mårtensson · Švédsko (SWE) | Mauritz Andersson · Švédsko (SWE) | Anders Andersen · Dánsko (DEN)      |
| Light Těžká váha | Verner Weckman · Finsko (FIN)       | Yrjö Saarela · Finsko (FIN)       | Carl Jensen · Dánsko (DEN)          |
| Supertěžká váha  | Richárd Weisz · Maďarsko (HUN)      | Aleksandr Petrov · Země (RU1)     | Søren Marinus Jensen · Dánsko (DEN) |

## Přehled medailí
| Pořadí | Země                         | Zlato | Stříbro | Bronz | Celkově |
| ------ | ---------------------------- | ----- | ------- | ----- | ------- |
| 1      | Velká Británie (GBR)         | 3     | 4       | 4     | 11      |
| 2      | Spojené státy americké (USA) | 2     | 0       | 0     | 2       |
| 3      | Finsko (FIN)                 | 1     | 1       | 1     | 3       |
| 4      | Švédsko (SWE)                | 1     | 1       | 0     | 2       |
| 5      | Maďarsko (HUN)               | 1     | 0       | 0     | 1       |
| 5      | Itálie (ITA)                 | 1     | 0       | 0     | 1       |
| 7      | Země (RU1)                   | 0     | 2       | 0     | 2       |
| 8      | Norsko (NOR)                 | 0     | 1       | 0     | 1       |
| 9      | Dánsko (DEN)                 | 0     | 0       | 3     | 3       |
| 10     | Kanada (CAN)                 | 0     | 0       | 1     | 1       |
| Celkem | Celkem                       | 9     | 9       | 9     | 27      |

## Zúčastněné země
Do bojů o medaile zasáhlo 115 zápasníků ze 14 zemí:
- Belgie (4)
- Čechy (4)
- Kanada (1)
- Dánsko (11)
- Finsko (4)
- Německo (1)
- Velká Británie (53)
- Maďarsko (7)
- Itálie (1)
- Nizozemsko (9)
- Norsko (1)
- Země (4)
- Švédsko (9)
- Spojené státy americké (6)